# Таџикистански сомони
Таџикистански сомони (таџикистански:   ; ИСО 4217: ТЈС) је валута Таџикистана. Дели се на 100 дирама. Новац је добио назив по оцу Таџикистанске нације Исмоилу Сомонију. Као валута користи се од 2000. године, а заменио је дотадашњу таџикистанску рубљу, у односу 1000 рубљи за 1 сомони. Кованице и новчанице издаје Народна банка Таџикистана и то у апоенима: 
- кованице: 5, 10, 20, 25, 50 дирама, 1, 3, 5 сомонија
- новчанице: 1, 5, 20, 50 дирама, 1, 5, 10, 20, 50, 100 сомонија